# Faneuil Hall
Faneuil Hall és un edifici històric situat prop de la zona costanera de la ciutat de Boston, Massachusetts als Estats Units. El lloc ha estat un mercat i lloc de reunions des de l'any 1742. Va ser el lloc on Samuel Adams i James Otis, entre d'altres, van donar discursos encoratjant a la gent dels Estats Units a independitzar-se del Regne Unit, i avui dia és part del Parc Nacional Històric de Boston i és una parada ben coneguda del Freedom Trail. A vegades, se l'anomena com "el Bressol de la Llibertat".
En 2008, Fanueil Hall va ser el quart lloc més visitat en la llista dels 25 Llocs Històrics Más Populars dels Estats Units de Forbes Travel.

## Història

### Segle 18
El Faneuil Hall original va ser construït per l'artista John Smibert entre 1740 i 1742 en l'estil d'un mercat camperol anglès, amb un pis obert al nivell del sòl i una cambra d'assemblees en el nivell superior. L'edifici va ser finançat per l'adinerat comerciant de Boston, Peter Faneuil.
El penell de grill en la part superior de l'edifici és un símbol ben conegut de Boston. Es diu que el grill va ser usat com un shibboleth durant el període revolucionari. La gent preguntava a suposats espies que identifiquessin l'objecte en la punta del Faneuil Hall; si contestaven correctament, llavors quedaven lliures; si no, podien ser condemnats com a espies britànics.
L'edifici es va cremar en 1761 i va ser reconstruït en 1762.

### Segle 19

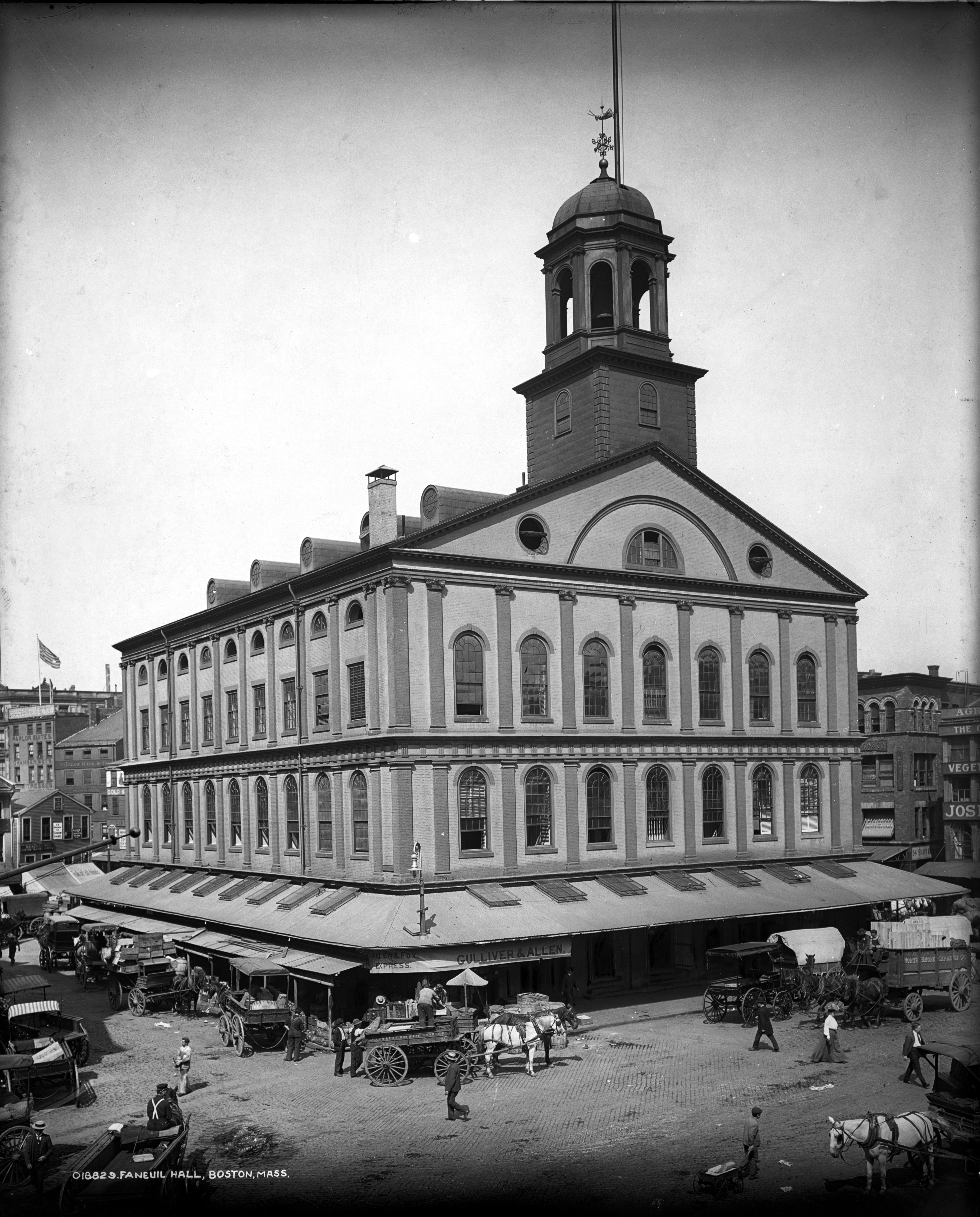
Fanueil Hall, foto presa a entre 1890 i 1906.

En 1805 el Faneuil Hall va ser expandit per Charles Bulfinch, duplicant la seva altura i amplada i afegint-hi un tercer pis. Es van agregar quatre noves finestres en sortint, fent set en total; les arcades obertes van ser tancades, i la cúpula es va moure a l'altre costat de l'edifici. Bulfinch va afegir pilastres dòriques de maó als pisos inferiors, i pilastres iòniques en el tercer pis. Aquesta renovació va afegir galeries al voltant del saló de reunions i va augmentar la seva altura. L'edifici va ser reconstruït completament amb materials no combustilbes entre 1898 i 1899.

### Segles 20 i 21
El 9 d'octubre de 1960 l'edifici va ser nomenat com una Fita Històrica Nacional i afegit al Registre Nacional de Llocs Històrics anys després. El pis de la planta baixa va ser alterat en 1979. L'edifici va ser restaurat una vegada més en 1992.

#### Mercat Faneuil Hall
Faneuil Hall ara és part d'un mercat festiu més gran, el Mercat Faneuil Hall, el qual inclou tres edificis llargs de granit anomenats Mercat Nord, Mercat Quincy i Mercat Sud, i que ara funcionen com un mall a l'aire lliure i tancat i pati de menjars. Va ser dissenyat per Benjamin Thompson and Associates i és administrat per The Rouse Company; l'èxit del lloc a la fi dels anys 1970 va portar al sorgiment de mercats similars en altres ciutats dels EUA.

## Usos del Faneuil Hall

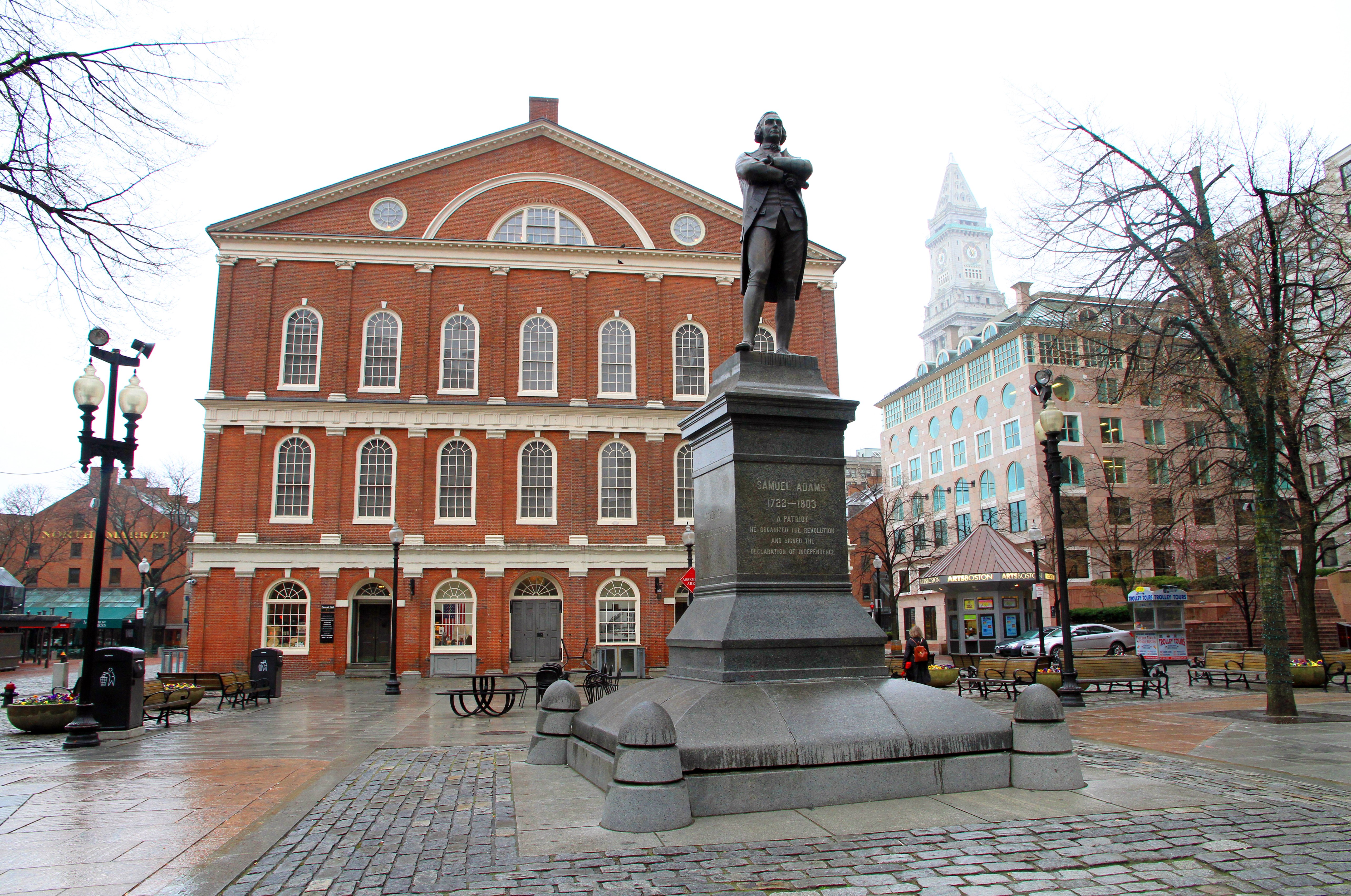
Samuel Adams i Faneuil Hall

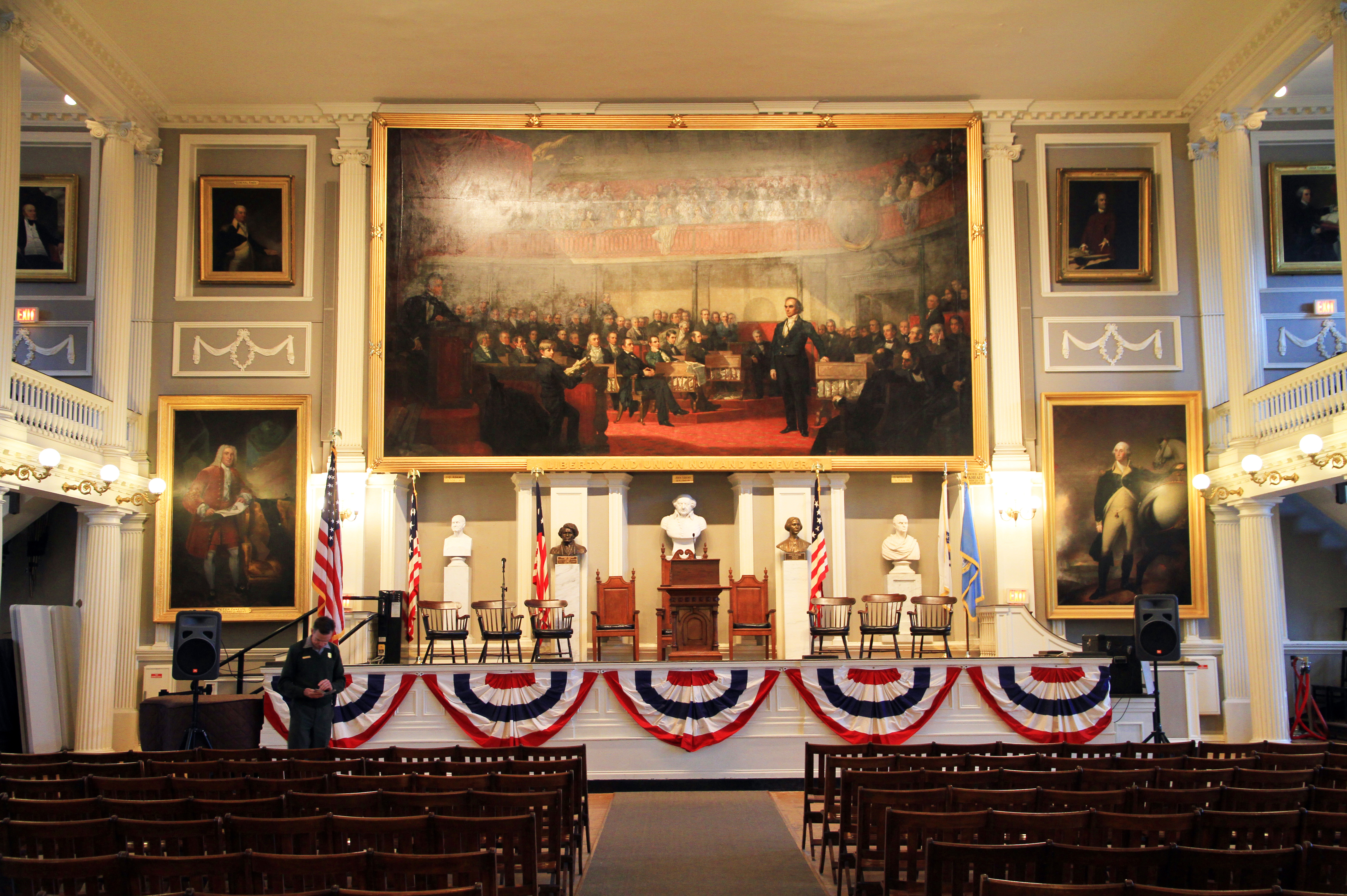
El Gran Hall

El 6 de novembre de 1979, el Faneuil Hall va ser el lloc on el Senador Edward M. Kennedy va anunciar la seva candidatura a la presidència dels EUA El 3 de novembre de 2004 va ser el lloc on el senador John Kerry va donar el seu discurs concedint la derrota en les eleccions presidencials de 2004.
La caserna del l'"Ancient and Honorable Artillery Company of Massachusetts" ha estat a Faneuil Hall des de 1746, i actualment està en el quart pis.
Faneuil Hall és la llar de l'Orquestra Clàssica de Boston, una orquestra professional, la qual ha fet presentacions en el "Gran Saló" des de 1980.
També és utilitzat per a debats polítics entre candidats de Massachusetts igual que per a xous polítics, com The O'Reilly Factor.

## Nom
Encara que Faneuil és un nom francès, s'anglicanitza amb un so similar al de la paraula Daniel o panell en anglès. Hi ha evidències que es pronunciava de forma diferent en l'època colonial, com la paraula anglesa funnel. La tomba de Peter Faneuil està gravada amb "P. Funel", encara que aquesta inscripció es va afegir molt després del seu enterrament (La pedra original només tenia l'escut de la família Faneuil, no el seu nom).

## Elements arquitectònics

### Campana
La campana va ser reparada en 2007 tirant WD-40 sobre el batall congelat en un període d'una setmana i lligant-li una corda. Abans d'aquesta reparació, l'última vegada que la campana va sonar amb el seu batall va ser al final de la Segona Guerra Mundial, en 1945, encara que s'ha fet sonar diverses vegades després d'això en copejar-la amb un martell.

### Penell de grill

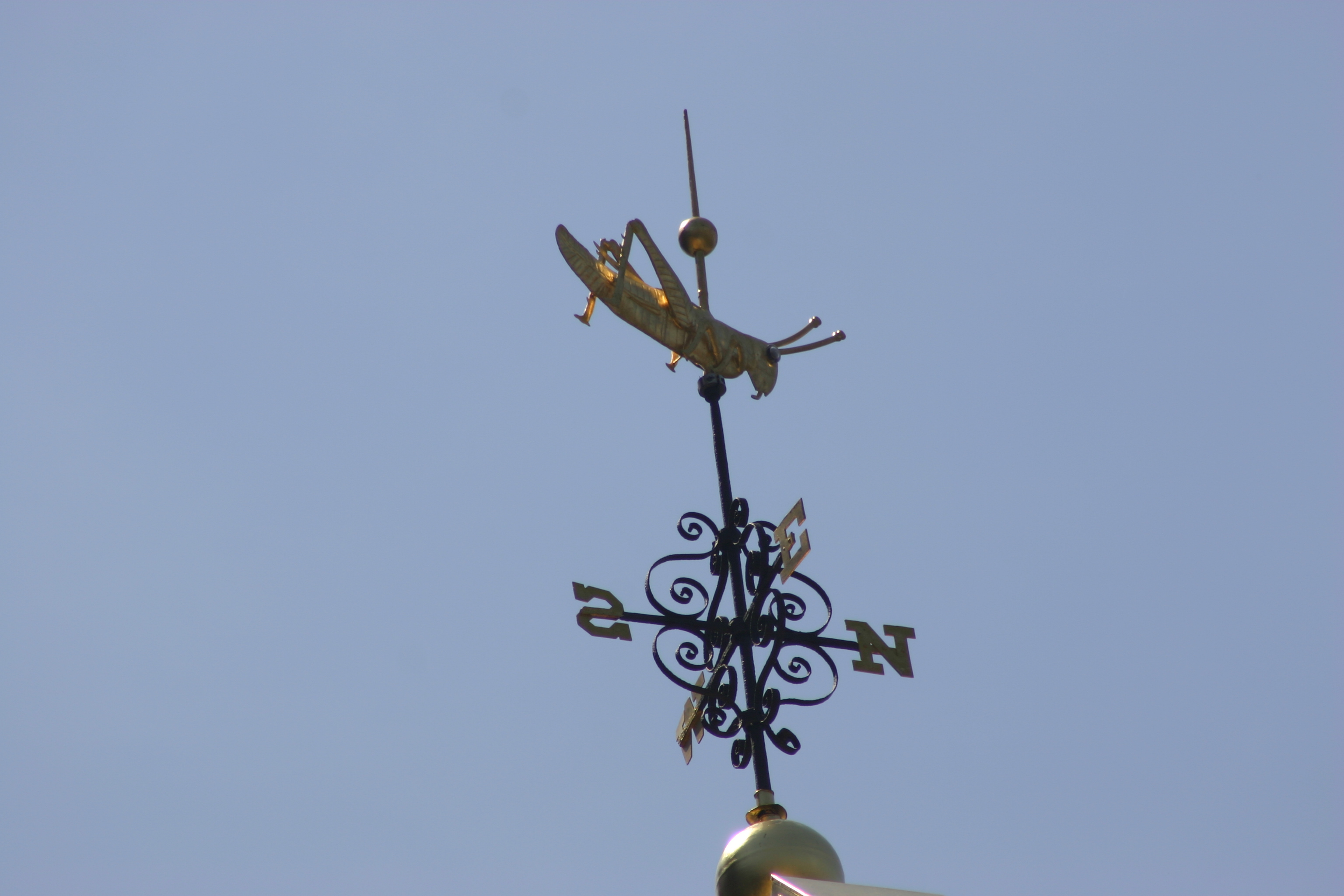
El grill.

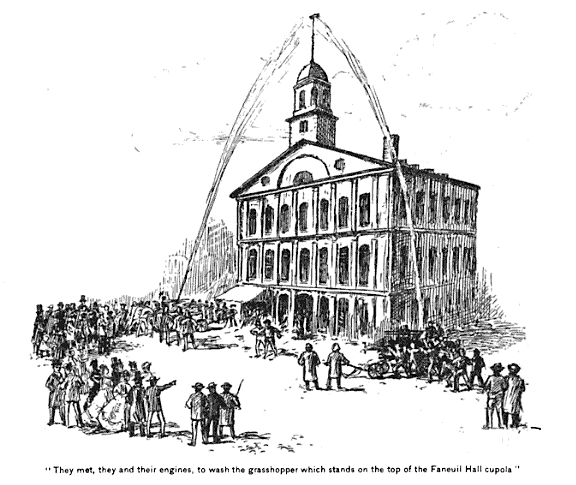
Bombers tirant aigua al penell de grill al.

El penell amb un grill daurat en la part superior de l'edifici va ser creat pel Diàcon Shem Drowne en 1742. Banyat en or, el penell de coure pesa 80 lliures i mesura quatre peus. Es creu que el penell està modelat sobre la base del penell del London Royal Exchange, basat en l'escut familiar de Thomas Gresham.